# Pacific Airlines
Công ty Cổ phần Hàng không Pacific Airlines (Pacific Airlines Joint Stock Aviation Company), trước đây hoạt động với tên gọi Jetstar Pacific, là hãng hàng không giá rẻ đầu tiên của Việt Nam, có trụ sở tại Sân bay quốc tế Tân Sơn Nhất (SGN), Thành phố Hồ Chí Minh, Việt Nam. Với tiêu chí hoạt động là cung cấp vé máy bay giá rẻ mỗi ngày, hiện Pacific Airlines điều hành các dịch vụ bay chở hành khách và hàng hoá tới các điểm đến nội địa của Việt Nam bằng đội bay Airbus A320 - 180 ghế. Hãng có cổ đông chính là Hãng hàng không quốc gia Việt Nam - Vietnam Airlines chiếm 98.84% cổ phần sau khi cổ đông cũ Qantas thoái vốn.
Ngày 31/7/2020, Pacific Airlines chính thức ra mắt đồng phục tiếp viên và bộ nhận diện thương hiệu mới sau khi đổi tên và hệ thống đặt chỗ, bán vé theo thỏa thuận ngừng hợp đồng nhượng quyền thương hiệu và sử dụng hệ thống chung với Jetstar Group.
Việc đổi mới này đã được hai cổ đông chính là Vietnam Airlines và Tập đoàn Qantas (Úc) thông qua nhằm cải thiện hoạt động sản xuất kinh doanh và khả năng lợi nhuận của Pacific Airlines, góp phần thúc đẩy quy mô và sức mạnh thương hiệu của Vietnam Airlines Group tại thị trường nội địa và trong khu vực.
Theo đó, toàn bộ tiếp viên của Pacific Airlines đã xuất hiện trong bộ đồng phục mới được thiết kế theo phong cách trẻ trung, hiện đại nhưng vẫn giữ nét thanh lịch của văn hóa Á Đông. Tông màu chủ đạo của đồng phục tiếp viên và bộ nhận diện thương hiệu mới được Hãng lấy cảm hứng từ màu sắc của Vietnam Airlines nhằm tạo sự kết nối trong hệ sinh thái hàng không của Vietnam Airlines Group. Trong đó, màu xanh mang đến cảm giác an toàn, bền vững và màu cam đại diện cho tinh thần trẻ trung, tràn đầy năng lượng.
Biểu tượng của Pacific Airlines được cách điệu từ ba cánh đuôi máy bay có bố cục sắp xếp theo kích thước lớn dần, ẩn dụ cho nỗ lực phát triển không ngừng của Hãng trên nền tảng khai thác an toàn trong gần 30 năm qua. Với thông điệp "Niềm vui cất cánh", Pacific Airlines hứa hẹn mỗi chuyến bay là một niềm vui ngay từ bước đầu tiên của hành trình, khi máy bay vút lên bầu trời.

## Lịch sử hoạt động
Hãng được thành lập và đi vào hoạt động theo các Quyết định số 116/CT ngày 13 tháng 4 năm 1991 và số 188/CT ngày 15 tháng 6 năm 1991 của Chủ tịch Hội đồng Bộ trưởng, các Quyết định số 2355 QĐ/TCCB-LĐ ngày 12 tháng 12 năm 1990 và Quyết định số 2016 QĐ/TCCB-LĐ ngày 20 tháng 9 năm 1992 của Bộ trưởng Bộ Giao thông Vận tải và Bưu điện.
Đây là hãng hàng không không thuộc sở hữu nhà nước đầu tiên được thành lập tại Việt Nam sau khi luật được sửa đổi cho phép đầu tư nước ngoài trong lĩnh vực hàng không trong nước. Các cổ đông ban đầu gồm 7 doanh nghiệp nhà nước với số vốn 40 tỷ đồng, trong đó Cục hàng không dân dụng Việt Nam (Vietnam Civil Aviation) và 4 doanh nghiệp thành viên đã chiếm 86,49% cổ phần. Hai cổ đông còn lại là Tổng công ty Du lịch Sài Gòn (Saigon Tourist, 13,06%) và Công ty Thương mại Đầu tư Phát triển Giao thông Vận tải (Tradevico, 0,45%).

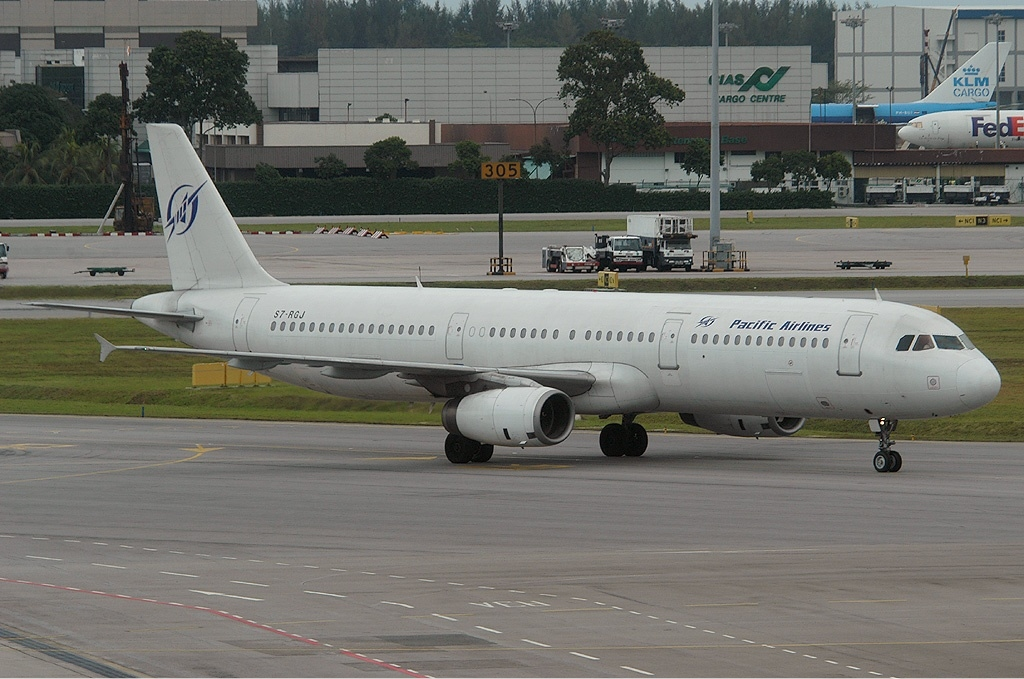
Một chiếc Airbus A321 được thuê bởi Pacific Airlines tại Singapore vào năm 2003.

Năm 1993, Cục hàng không dân dụng Việt Nam tái cấu trúc bộ phận khai thác thành trở thành Hãng hàng không Quốc gia Việt Nam (Vietnam Airlines). Các cổ phần của Cục hàng không dân dụng chuyển sang cho Vietnam Airlines (VNA). Năm 1995, Pacific Airlines trở thành đơn vị thành viên của Vietnam Airlines và từ năm 1996, là thành viên của Tổng công ty Hàng không Việt Nam (Vietnam Airlines Corporation). Các cổ phần của VNA và các doanh nghiệp thành viên chuyển lại thống nhất cho Tổng công ty Hàng không Việt Nam quản lý. Số cổ đông của PA chỉ còn 3 cổ đông.
Ngày 21 tháng 1 năm 2005, Thủ tướng Chính phủ đã ký Quyết định số 64/2005/QĐ-TTg chuyển toàn bộ 86,49% cổ phần của Tổng công ty Hàng không Việt Nam cho Bộ Tài chính thay mặt Nhà nước quản lý và tái cơ cấu. PA phải cắt bớt đường bay không hiệu quả (tuyến Đà Nẵng – Hồng Kông, TP. Hồ Chí Minh - Đài Bắc, TP.Hồ Chí Minh - Cao Hùng) và đàm phán lại để giảm chi phí thuê máy bay. Nhờ đó hãng đã phần nào giảm được các khoản lỗ.
Tháng 8 năm 2006, Tổng công ty Đầu tư và Kinh doanh vốn Nhà nước (SCIC) được thành lập trực thuộc Bộ Tài chính, cổ phần của nhà nước do Bộ Tài chính nắm giữ được chuyển sang cho SCIC điều hành.

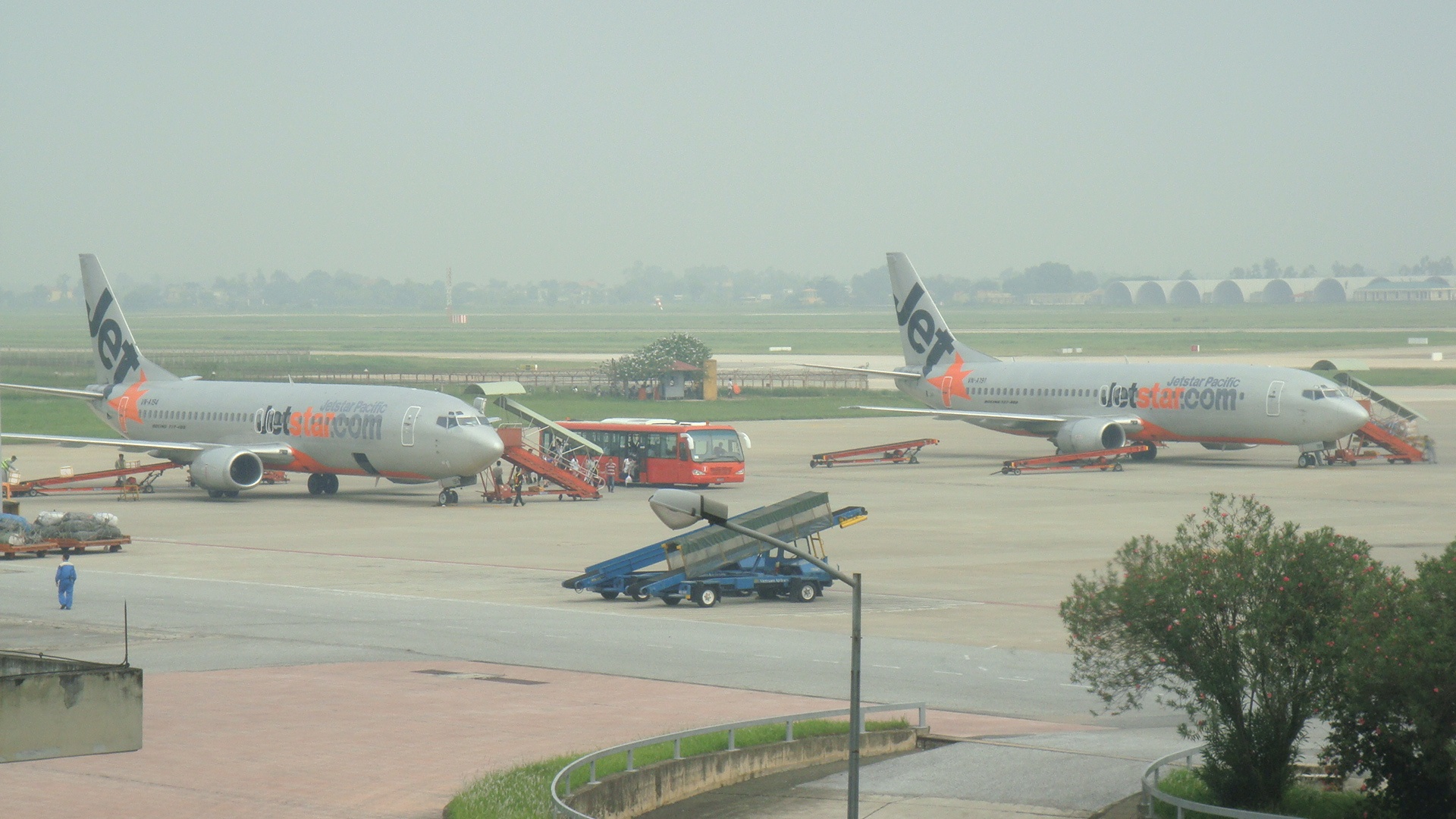
Hai chiếc Boeing 737-400 của Jetstar Pacific. Ảnh chụp năm 2010 tại Nội Bài.

Ngày 26 tháng 4 năm 2007, tập đoàn Qantas (Úc) đã ký kết Hợp đồng đầu tư với Tổng công ty đầu tư và kinh doanh vốn nhà nước (SCIC) về việc mua lại 30% cổ phần của Pacific Airlines để trở thành cổ đông chiến lược vì họ muốn hãng hàng không giá rẻ của riêng mình là Jetstar Airways có địa điểm đặt chân vào châu Á. Theo thỏa thuận ban đầu, Qantas sẽ đầu tư 50 triệu USD để được sở hữu 18% cổ phần của PA, sau đó sẽ đầu tư thêm để được sở hữu 30%. Nhờ số tiền này mà PA có thể cắt lỗ, nhưng đổi lại sẽ chuyển sang dùng thương hiệu Jetstar Pacific Airlines. Số lượng cổ đông cũng như tỷ lệ cổ phần cũng thay đổi như sau: SCIC (75,78%), Qantas Airways (18%), Saigon Tourist (6,18%) và ông Lương Hoài Nam - Tổng giám đốc (0,04%). Ngày 23 tháng 5 năm 2008, hãng này đã chính thức đổi tên và biểu tượng, từ Pacific Airlines trở thành hãng hàng không Jetstar Pacific Airlines.
Đến cuối năm 2011, Jestar Pacific chiếm khoảng 17% thị phần hàng không nội địa tại Việt Nam và đa số cổ phiếu do 3 tập đoàn nắm là Tổng Công ty Đầu tư và Kinh doanh Vốn Nhà nước (SCIC) với 70%, Qantas Airways (Úc) với 27% cổ phần, và Saigon Tourist với 3% . Do hậu quả của nhiều năm lỗ liên tiếp, hãng phải tái cơ cấu sở hữu và rà soát lại toàn bộ hoạt động .

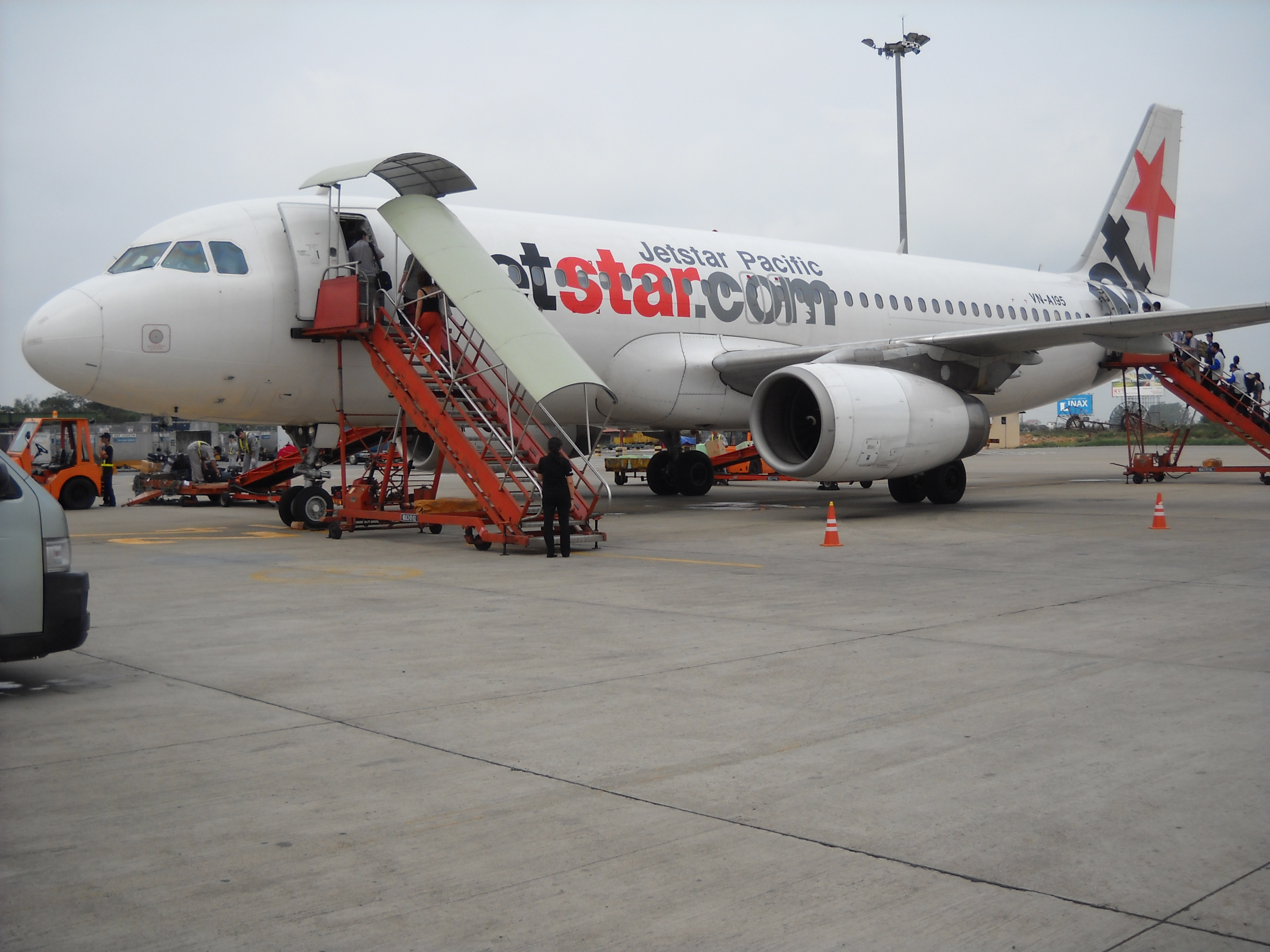
Chiếc Airbus A320-200 đầu tiên được biên chế cho Jetstar Pacific vào năm 2008, khởi đầu cho hành trình thay máu đội bay của hãng.

Ngày 21 tháng 2 năm 2012, một lần nữa VNA trở thành cổ đông lớn nhất của Jestar Pacific khi tiếp nhận quyền đại diện phần vốn Nhà nước của Jetstar Pacific từ SCIC với 70% cổ phần.
Từ ngày1 tháng 1 năm 2013, Jetstar Pacific chuyển sang khai thác hoàn toàn bằng đội bay mới Airbus A320 - 180 ghế đồng hạng phổ thông. Các cổ đông của Jetstar Pacific cũng công bố kế hoạch phát triển đội máy bay lên 15 chiếc trong những năm tiếp theo.
Năm 2015, được đánh giá là năm phát triển nhanh trong lịch sử hoạt động của Jetstar Pacific. Hãng mở thêm 14 đường bay nội địa, nâng tổng số đường bay khai thác lên 34 đường bay nội địa và quốc tế.

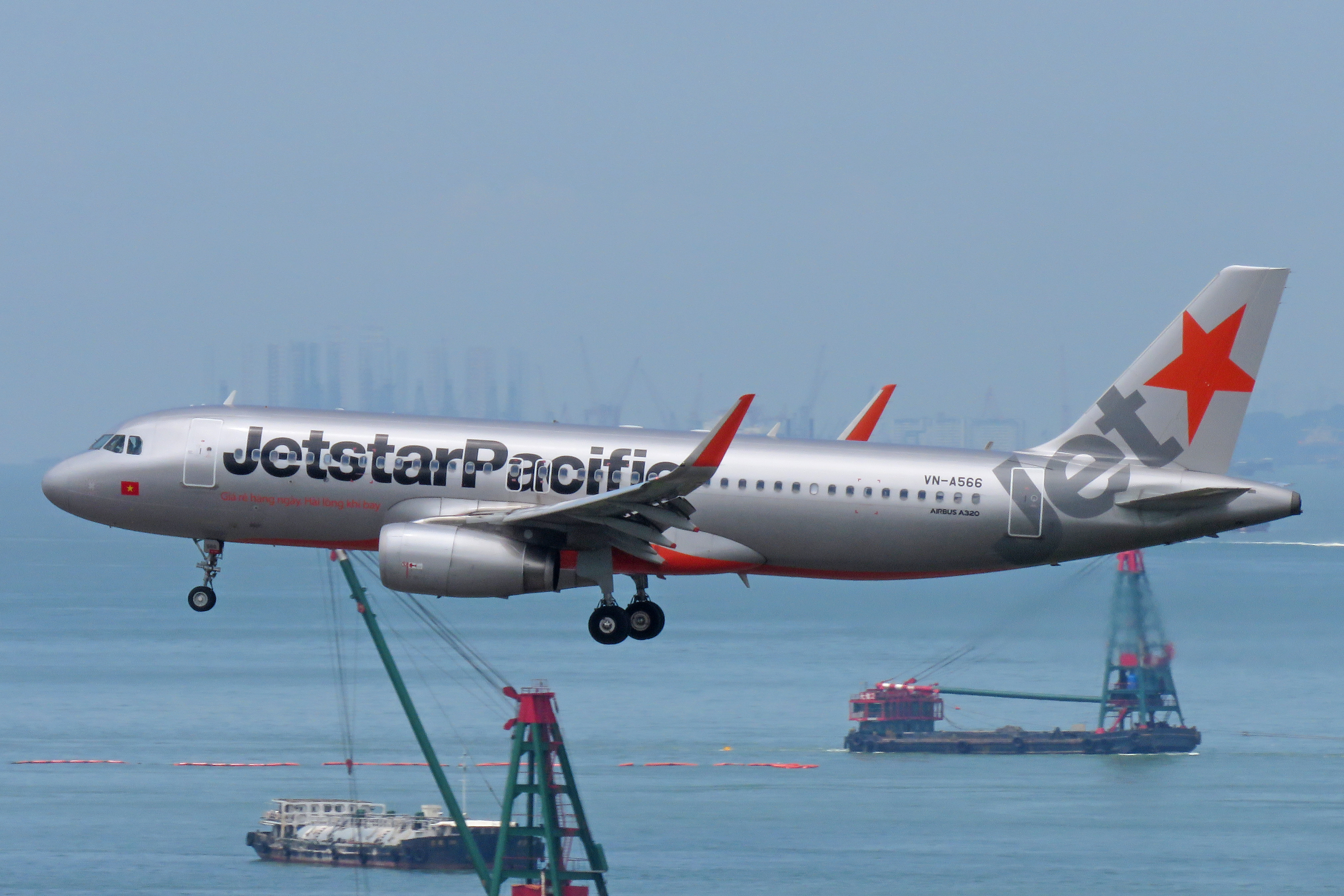
Một chiếc Airbus A320 Sharklets của Jetstar Pacific tại Hồng Kông.

Ngày 28-29/10/2015, Tổng công ty Hàng không Việt Nam (Vietnam Airlines), Tập đoàn hàng không Qantas Group (Úc) và Jetstar Group – Công ty con của Qantas Group - đã có cuộc làm việc cấp cao ba bên tại thành phố Sydney (Úc). Các bên đánh giá kế hoạch tái cơ cấu tích cực Jetstar Pacific, bắt đầu kinh doanh có lãi và các cổ đông tiếp tục thống nhất kế hoạch tăng cường đầu tư, mở rộng quy mô và thực hiện các mục tiêu phát triển dài hạn của Jetstar Pacific, bao gồm kế hoạch tăng đội bay lên 30 chiếc Airbus A320 đến măm 2020.
Ngày 6/9/2016, Jetstar Pacific lần đầu tiên chính thức ký hợp đồng mua 10 máy bay thế hệ mới Airbus A320ceo với Tập đoàn Airbus, bàn bàn giao trong năm 2017 để mở rộng mạng bay nội địa và quốc tế. Hợp đồng được ký trong khuôn khổ chuyến thăm cấp Nhà nước tới Việt Nam của Tổng thống Pháp Francois Hollande.
Sau quá trình tài cơ cấu của Vietnam Airlines, Jetstar Pacific từng bước giảm lỗ và bắt đầu có lợi nhuận 2 năm liên tiếp 2018 và 2019.
Đầu năm 2020, Jetstar Pacific và tất cả ngành hàng không toàn cầu đối diện khó khăn nặng nề do đại dịch Covid-19, khiến cho hầu hết đội bay phải ngừng hoạt động.

### Tập đoàn Qantas muốn rút khỏi hãng hàng không Jetstar Pacific
Ngày cuối tháng 3/2020, JPA thực hiện chuyến bay cuối giữa Hà Nội - TPHCM trước khi tạm dừng hoạt động theo yêu cầu của Cục Hàng không Việt Nam về hạn chế các chuyến bay nội địa để phòng, chống dịch Covid-19.
Theo phân bổ của Cục Hàng không Việt Nam, từ ngày 1/4, các hãng hàng không sẽ chỉ được phép khai thác trên 3 đường bay (khứ hồi) là Hà Nội - TP.HCM, Hà Nội - Đà Nẵng và TP.HCM - Đà Nẵng. Cụ thể, đường bay Hà Nội - TP.HCM (và ngược lại) mỗi ngày sẽ có 2 chuyến bay; ngày lẻ do Bamboo Airways và Jetstar Pacific khai thác và ngày chẵn do Vietnam Airlines và Vietjet Air đảm nhận. Đường bay Hà Nội - Đà Nẵng và TP.HCM - Đà Nẵng sẽ do Vietnam Airlines và Vietjet khai thác đan xen.
Sau nhiều cuộc họp bàn cho đợt tái cơ cấu lần 3 của Jetstar Pacific Airlines kể từ khi thành lập, hai cổ đông lớn nhất là Vietnam Airlines (chiếm 68,85% vốn) và Qantas Asia Investment Company của Úc (chiếm 30% vốn) ngày 15 tháng 6 năm 2020 tuyên bố thống nhất xúc tiến những thay đổi đối với hãng hàng không Jetstar Pacific nhằm cải thiện hoạt động sản xuất kinh doanh và khả năng lợi nhuận của hãng hàng không chi phí thấp này. Theo đó, Vietnam Airlines sẽ tiếp nhận 30% cổ phần của hãng hàng không Jetstar Pacific từ Tập đoàn Qantas để nắm giữ 98% của Jetstar Pacific. Tuy nhiên, việc Vietnam Airlines đàm phán mua lại 30% cổ phần mà Qantas nắm giữ tại Jetstar Pacific vẫn còn có các thủ tục cần Chính phủ giải quyết nên chưa xác định thời điểm hoàn thành. Sau khi Vietnam Airlines nắm 98% cổ phần Jetstar Pacific, Jetstar Pacific sẽ là một công ty độc lập hoàn toàn nhưng sẽ được Vietnam Airlines hỗ trợ để thành một phần không thể thiếu được trong chuỗi sản xuất kinh doanh của mình.

## Đội bay

### Hiện tại
Trong thời gian hiện tại, hãng thuê khô máy bay của Vietnam Airlines để khai thác tạm thời.

### Đã ngừng hoạt động
Trước ngày 31 tháng 12 năm 2012, Jetstar Pacific Airlines đang khai thác dòng máy bay chủ yếu là Boeing 737-400, có 168 ghế hạng phổ thông (economy class). Cùng với sự phát triển của Jetstar Pacific, hãng này đưa vào khai thác thêm dòng máy bay Airbus A320 với biểu tượng mới, và bắt đầu từ ngày 1 tháng 1 năm 2013 Jetstar Pacific thay đổi toàn bộ máy bay, chuyển sang khai thác hoàn toàn bằng máy bay Airbus A320.
| Đội Bay                 | Ghi Chú                                                                                  |
| ----------------------- | ---------------------------------------------------------------------------------------- |
| Airbus A310-300         | Thuê từ Region Air                                                                       |
| Airbus A320-200         |                                                                                          |
| Airbus A321-100         |                                                                                          |
| Airbus A321-200         | 3 chiếc thuê từ Vietnam Airlines 2 chiếc VN-A345 và VN-A347 mang màu sơn Jetstar Pacific |
| McDonnell Douglas MD-82 | B-88889 thuê từ U-land Airlines S7-ASK (B-88898) thuê từ U-land Airlines                 |
| McDonnell Douglas MD-90 | B-17917 thuê từ Uni Air                                                                  |
| Boeing 707-320C         | Phiên bản chở hàng, thuê từ Sky Air Cargo                                                |
| Boeing 727-200          | OK-JGY thuê từ Air Terrex                                                                |
| Boeing 737-200          | 5B-DBF thuê ướt từ Tea Cyprus F-GGTP thuê ướt từ Montely II                              |
| Boeing 737-300          | HB-IIB, HB-IID thuê ướt từ TEA Switzerland                                               |
| Boeing 737-400          | PK-LIG, PK-LIH thuê ướt từ Lion Air                                                      |
| Boeing 757-200          | B-27201 thuê ướt từ Far Eastern Air Transport Phiên bản chở hàng                         |

## Tuyến bay
Một số chuyến bay nội địa được khai thác trở lại từ ngày 26/6/2024.
| Thành phố             | Quốc gia Tỉnh/Thành2 | Mã IATA | Mã ICAO | Sân bay                          | Khởi hành từ |
| --------------------- | -------------------- | ------- | ------- | -------------------------------- | --- |
| Bangkok               | Thái Lan             | BKK     | VTBS    | Sân bay quốc tế Suvarnabhumi     | Hà Nội, Thành phố Hồ Chí Minh (tạm dừng) |
| Buôn Ma Thuột         | Đắk Lắk              | BMV     | VVBM    | Sân bay Buôn Ma Thuột            | Thành phố Hồ Chí Minh |
| Chu Lai               | Quảng Nam            | VCL     | VVCA    | Sân bay Chu Lai                  | Thành phố Hồ Chí Minh |
| Đà Nẵng               | Tp. Đà Nẵng          | DAD     | VVDN    | Sân bay quốc tế Đà Nẵng          | Hà Nội, Thành phố Hồ Chí Minh |
| Đà Lạt                | Lâm Đồng             | DLI     | VVDL    | Sân bay Liên Khương              | Thành phố Hồ Chí Minh |
| Đồng Hới              | Quảng Bình           | VDH     | VVDH    | Sân bay Đồng Hới                 | Hà Nội, Thành phố Hồ Chí Minh (tạm dừng) |
| Hà Nội                | Tp. Hà Nội           | HAN     | VVNB    | Hà Nội                           | Bangkok-Suvarnabhumi, Đà Nẵng, Đồng Hới, Thành phố Hồ Chí Minh, Nha Trang                                                                               |
| Hải Phòng             | Tp. Hải Phòng        | HPH     | VVCI    | Sân bay quốc tế Cát Bi           | Thành phố Hồ Chí Minh |
| Thành phố Hồ Chí Minh | Tp. Hồ Chí Minh      | SGN     | VVTS    | Sân bay quốc tế Tân Sơn Nhất     | Bangkok-Suvarnabhumi, Buôn Ma Thuột, Chu Lai, Đồng Hới, Đà Nẵng, Đà Lạt, Hà Nội, Hải Phòng, Huế, Nha Trang, Phú Quốc, Pleiku, Quy Nhơn, Thanh Hóa, Vinh |
| Huế                   | Thừa Thiên Huế       | HUI     | VVPB    | Sân bay quốc tế Phú Bài          | Thành phố Hồ Chí Minh, Hà Nội |
| Nha Trang             | Khánh Hòa            | CXR     | VVCR    | Sân bay quốc tế Cam Ranh         | Thành phố Hồ Chí Minh |
| Phú Quốc              | Kiên Giang           | PQC     | VVPQ    | Sân bay quốc tế Phú Quốc         | Thành phố Hồ Chí Minh |
| Pleiku                | Gia Lai              | PXU     | VVPK    | Sân bay Pleiku                   | Thành phố Hồ Chí Minh (tạm dừng) |
| Quy Nhơn              | Bình Định            | UIH     | VVPC    | Sân bay Phù Cát                  | Thành phố Hồ Chí Minh (tạm dừng) |
| Singapore             | Singapore            | SIN     | WSSS    | Sân bay quốc tế Changi Singapore | Thành phố Hồ Chí Minh (tạm dừng) |
| Thanh Hóa             | Thanh Hóa            | THD     | VVTX    | Sân bay Thọ Xuân                 | Thành phố Hồ Chí Minh (tạm dừng) |
| Tuy Hòa               | Phú Yên              | TBB     | VVTH    | Sân bay Tuy Hòa                  | Thành phố Hồ Chí Minh |
| Vinh                  | Nghệ An              | VII     | VVVH    | Sân bay quốc tế Vinh             | Thành phố Hồ Chí Minh |

1. ^  Tên tỉnh thành để sử dụng trong trường hợp các điểm đến của Việt Nam do tại quốc gia này thường nói điểm đến là các thành phố trực thuộc tỉnh.

## Hình ảnh

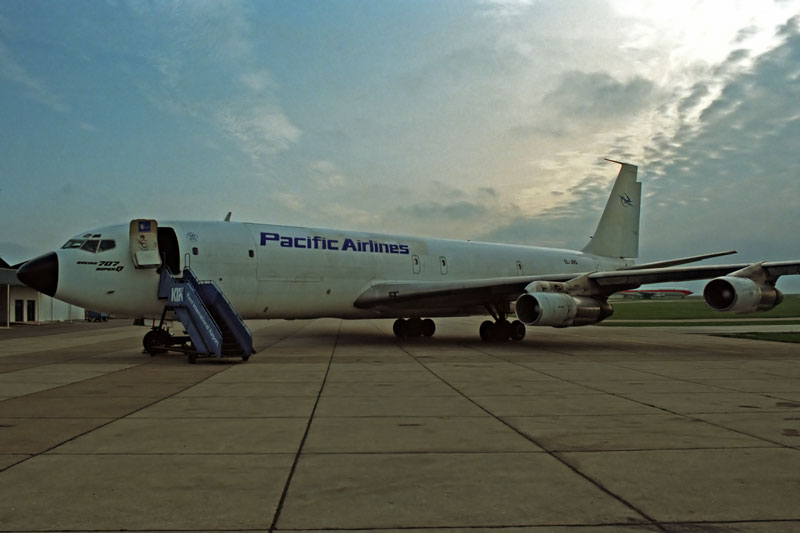
Máy bay Boeing 707-320C phiên bản chở hàng của hãng, thuê ướt từ Sky Air Cargo. Máy bay không có màu sơn Pacific Airlines hoàn chỉnh.
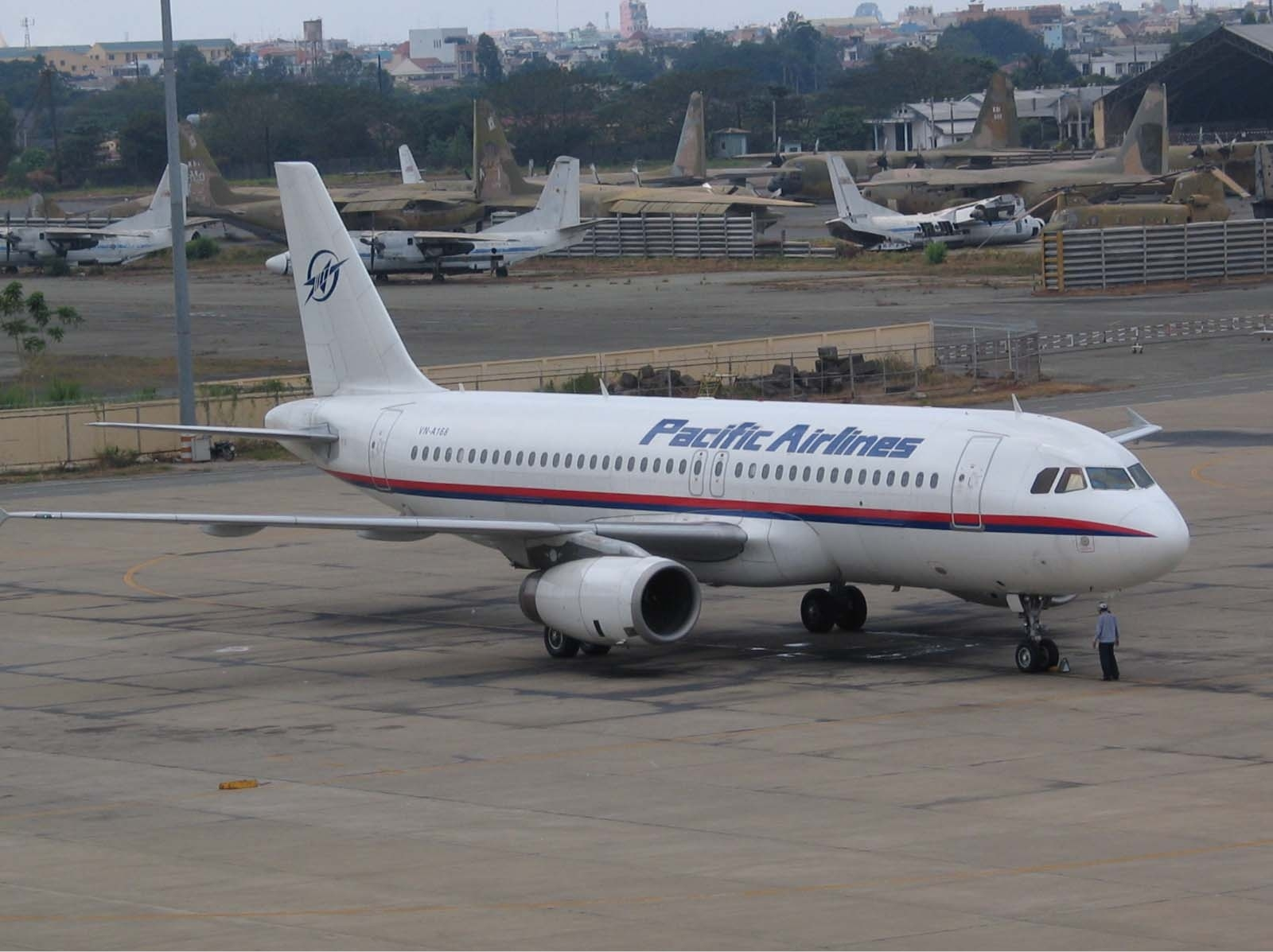
Máy bay Airbus A320-233 của hãng trước giai đoạn sử dụng thương hiệu Jetstar. Chiếc máy bay này đã bị xóa sổ trong một vụ tai nạn năm 2007.
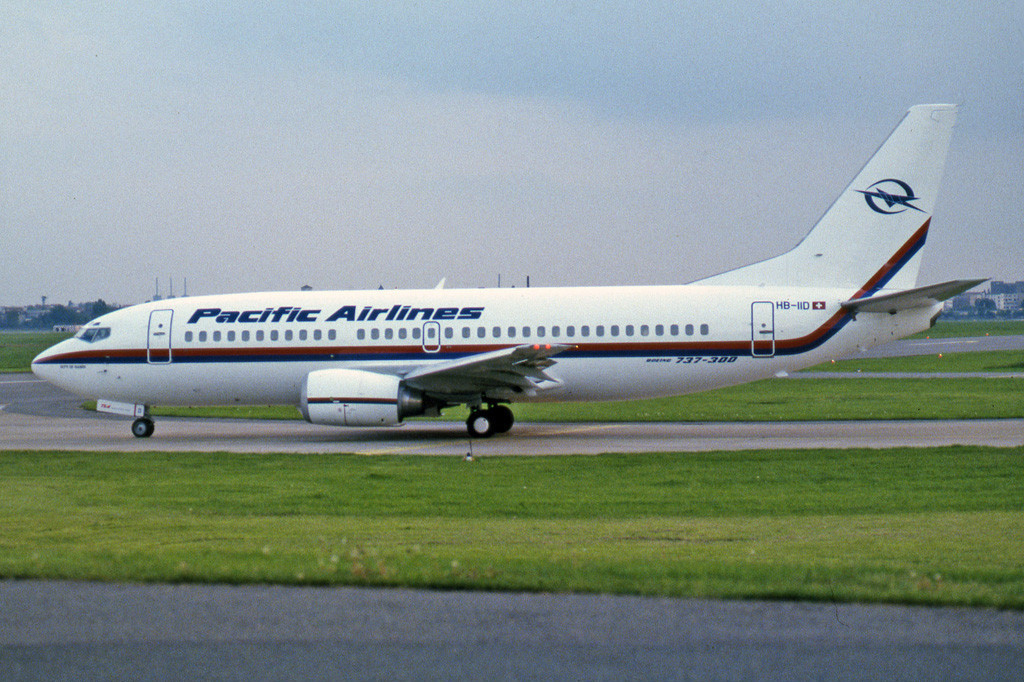
Máy bay Boeing 737-300 của hãng trước giai đoạn sử dụng thương hiệu Jetstar.
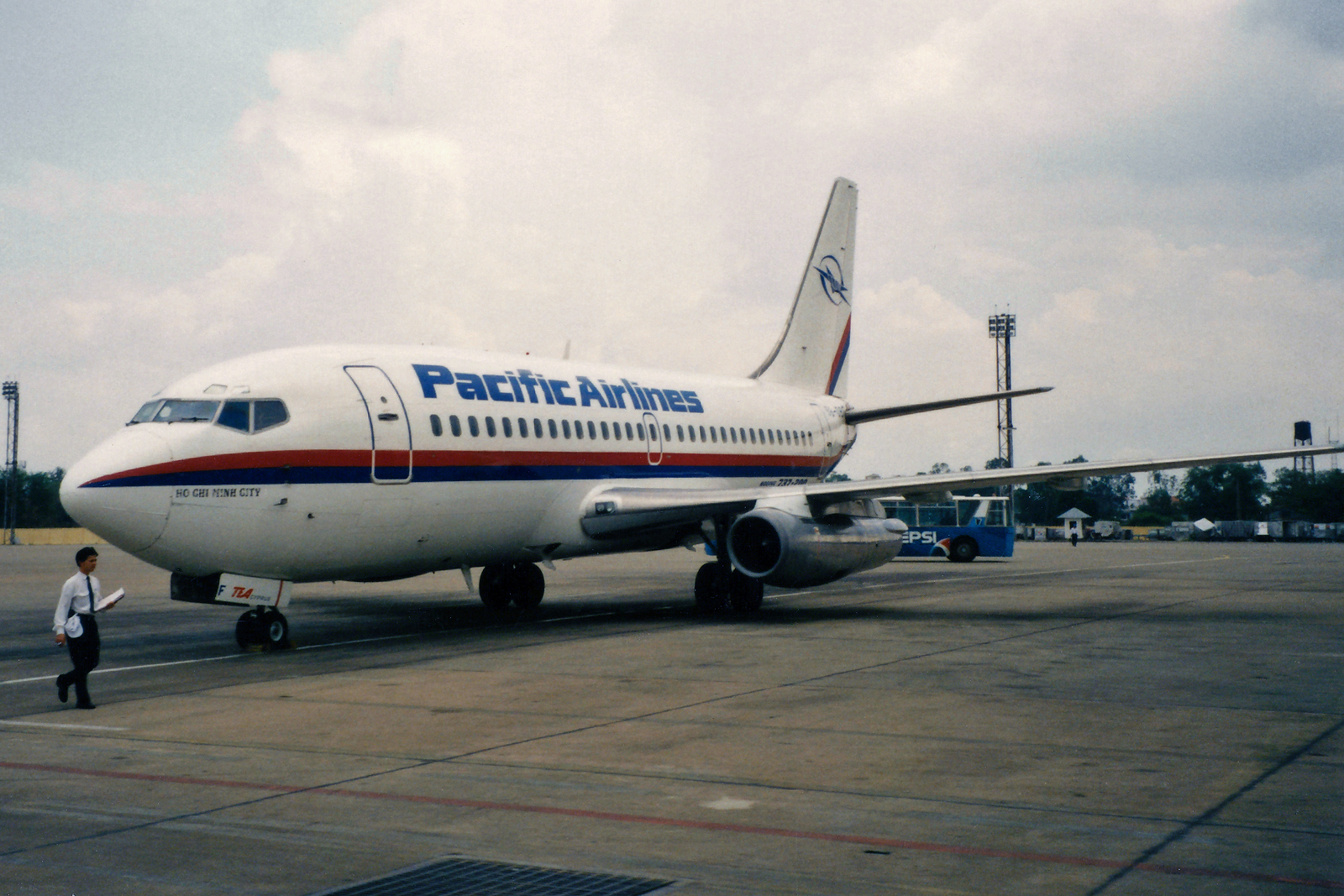
Máy bay Boeing 737-200 của hãng, trước giai đoạn sử dụng thương hiệu Jestar, chiếc máy bay này được thuê từ Tea Cyprus.
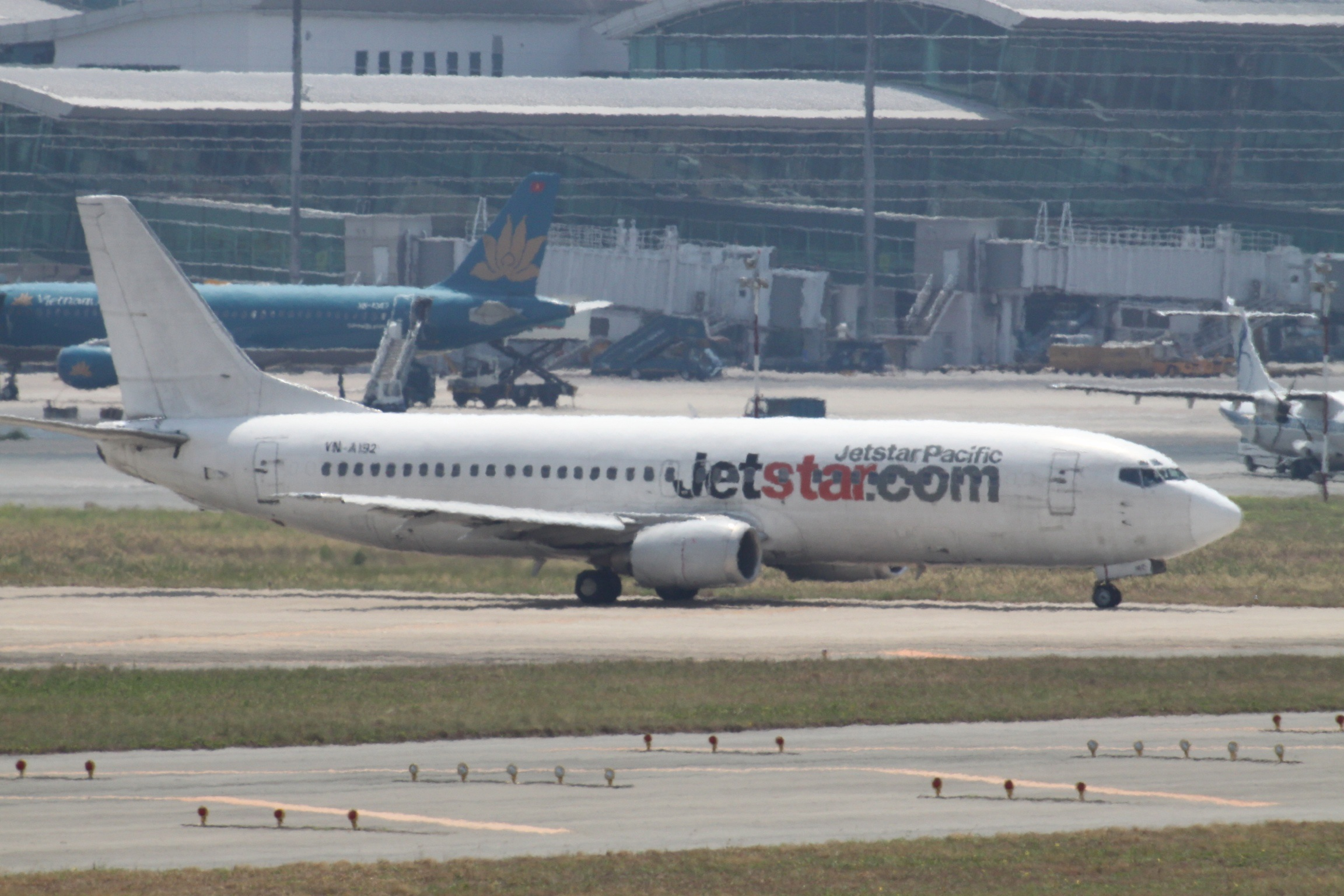
Máy bay Boeing 737-400 mang màu sơn trắng cũ của Jetstar Pacific - tiền thân của Pacific Airlines sau này.
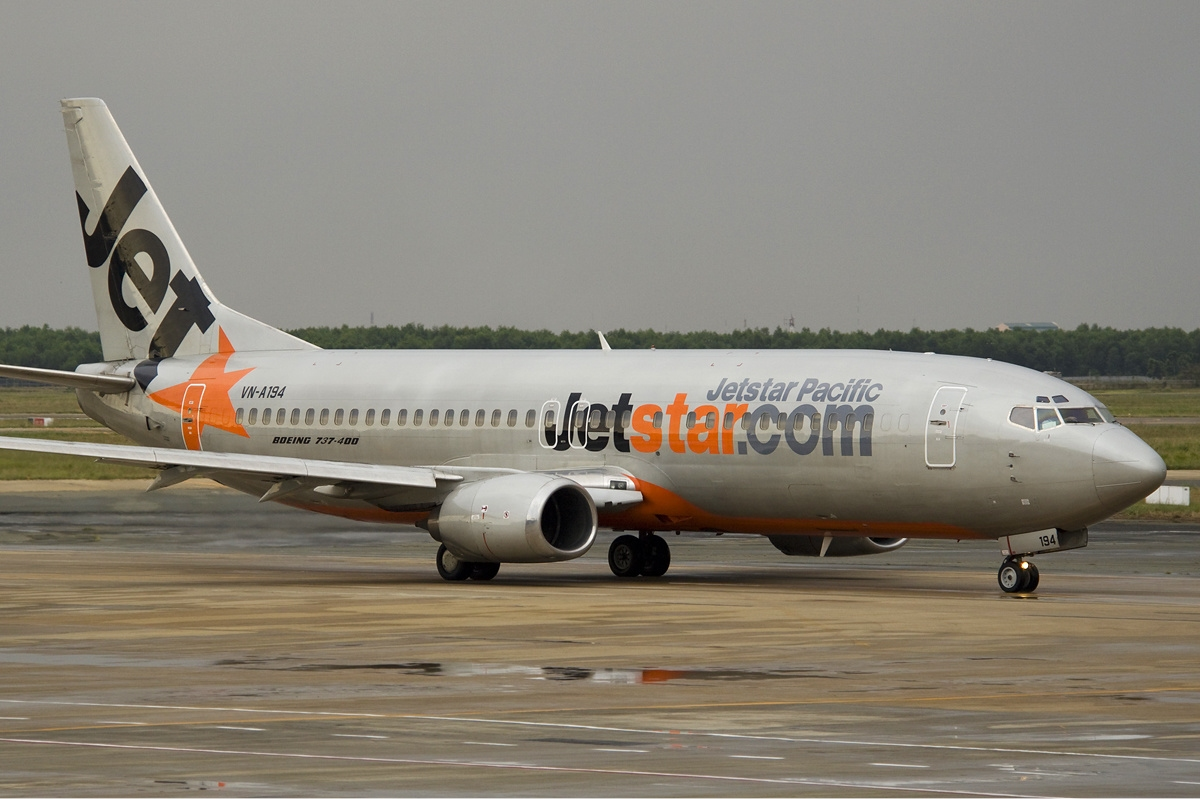
Máy bay Boeing 737-400 của Jetstar Pacific với màu sơn xám mới hơn.
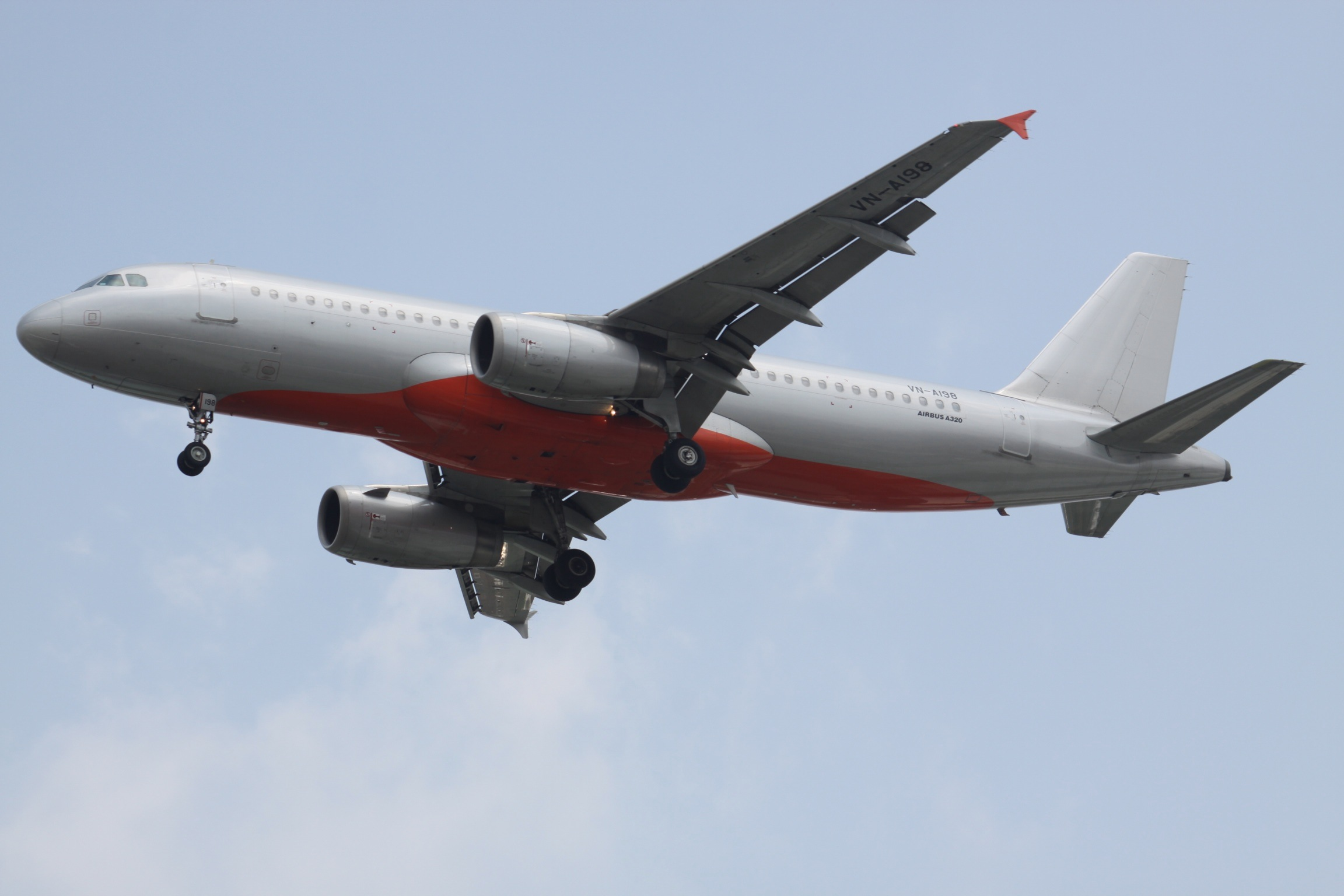
Máy bay Airbus A320 mang số đăng bạ VN-A198 với màu sơn xám trơn. Có một giai đoạn hãng đã phải khai thác những chiếc máy bay không thương hiệu như thế này vì một số rắc rối khi sử dụng thương hiệu "Jetstar" tại thị trường VN.
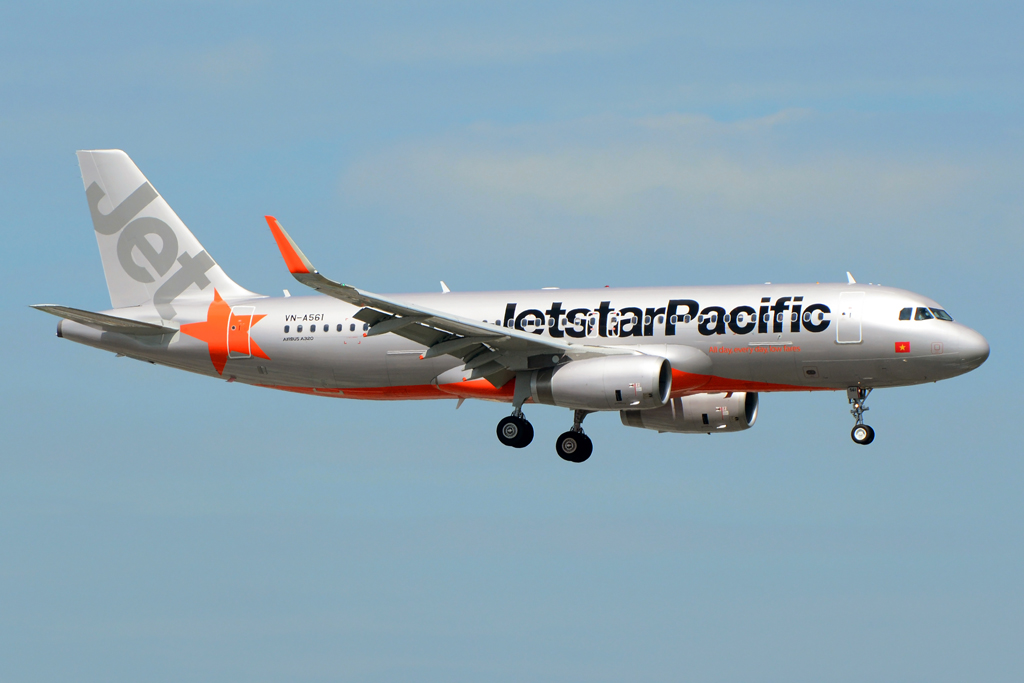
Một chiếc A320 mang màu sơn chính thức của Jetstar Pacific.
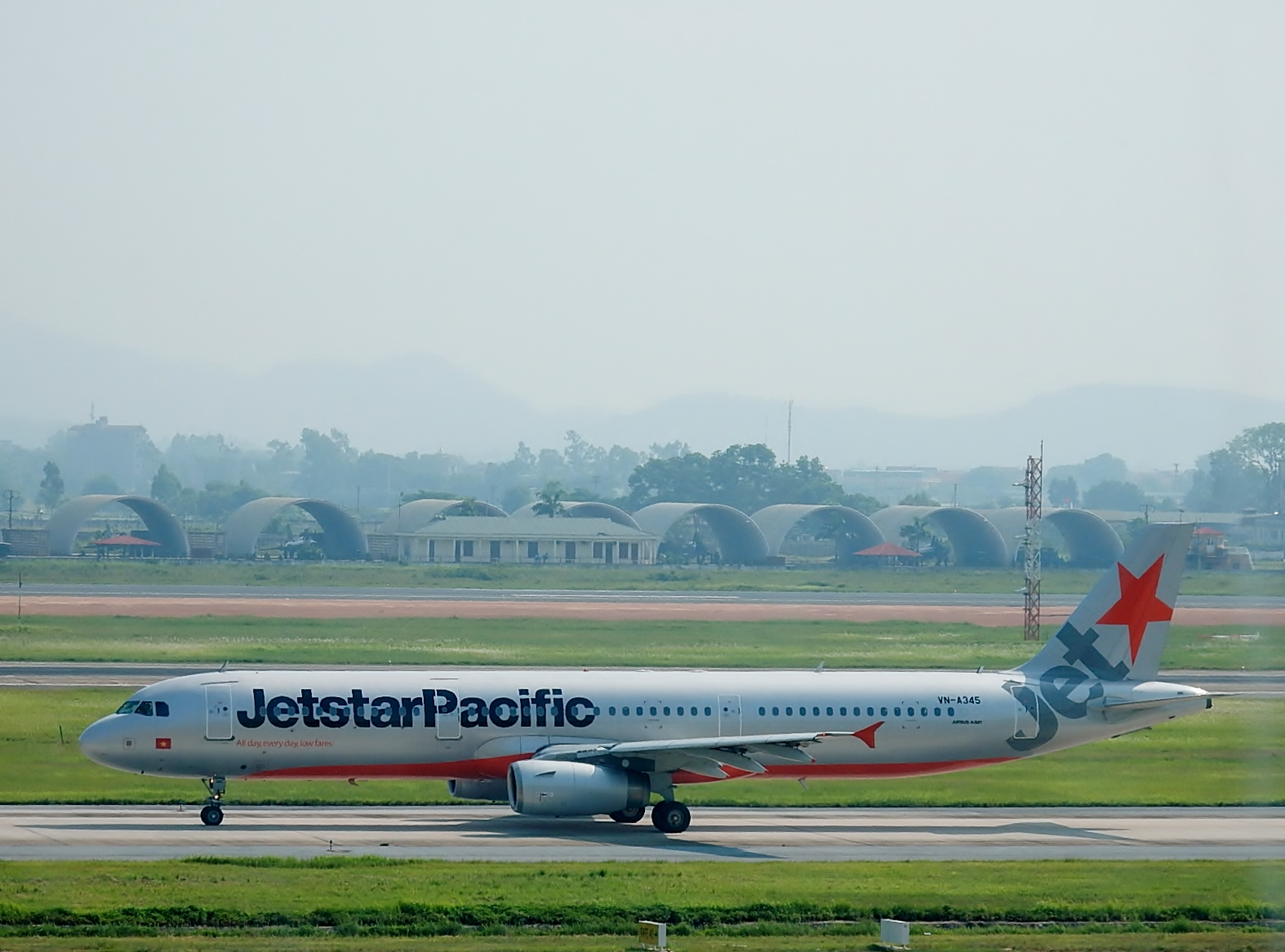
Một trong 2 chiếc Airbus A321 từng được Jetstar Pacific thuê từ Vietnam Airlines nhằm phục vụ hoạt động khai thác.
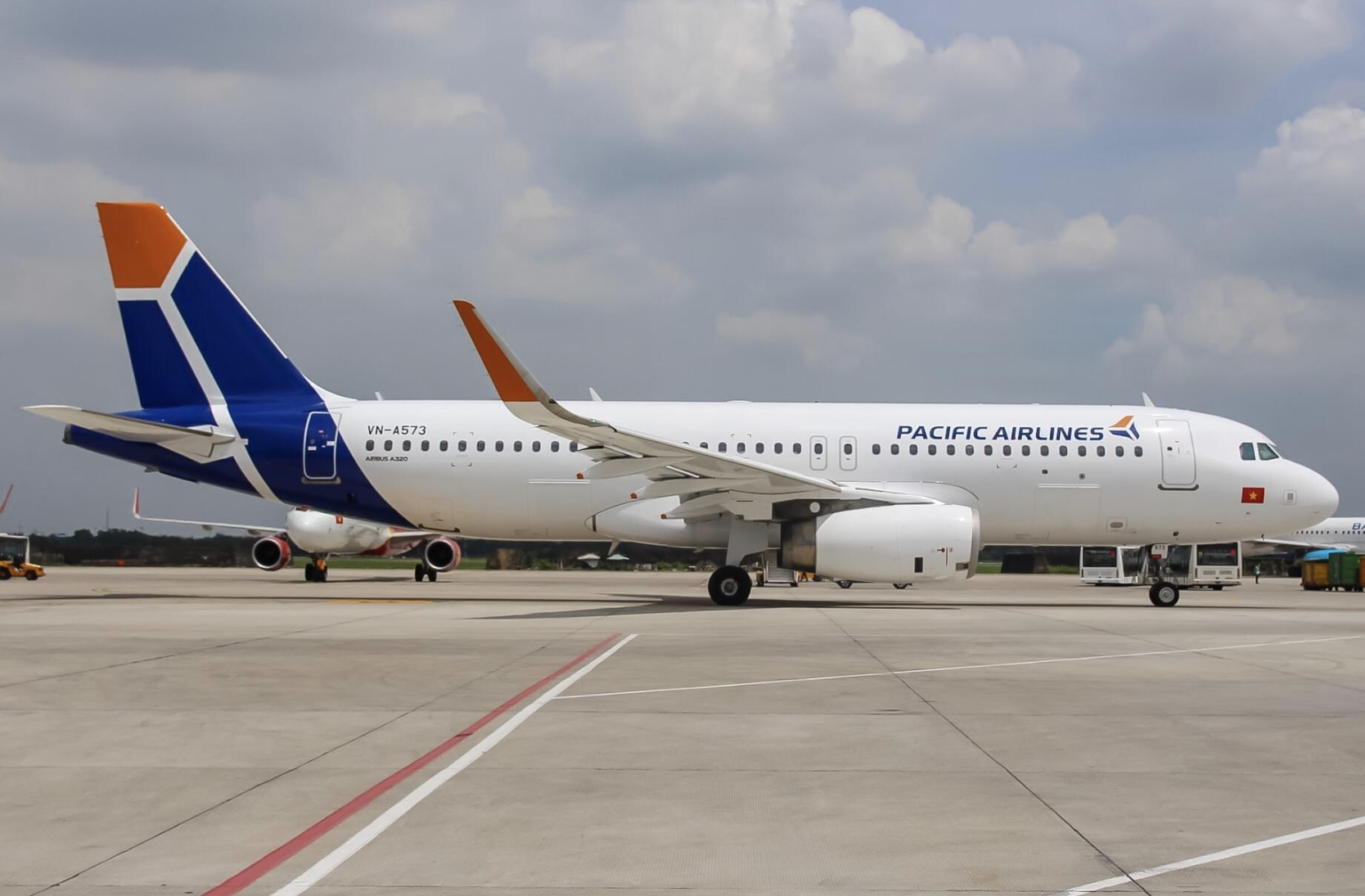
Chiếc Airbus A320 đầu tiên (và duy nhất đến thời điểm này) mang màu sơn chính thức của Pacific Airlines sau khi đổi tên từ Jetstar Pacific.